# Vișeu de Jos
Vișeu de Jos (Alsóvisó en hongrois, Unterwischau en allemand) est une commune roumaine du județ de Maramureș, dans la région historique de Transylvanie et dans la région de développement du Nord-Ouest.

## Géographie
La commune de Vișeu de Jos est située dans le nord-est du județ, dans la vallée de la rivière Vișeu, à 6 km à l'ouest de Vișeu de Sus, à 57 -km à l'est de Sighetu Marmației, la capitale historique de la Marmatie et à 110 km à l'est de Baia Mare, le chef-lieu du județ.
Un seul village compose la commune qui est traversée par la route nationale DN18 qui relie le județ de Maramureș avec le județ de Suceava en Moldavie.
Vișeu de Jos est desservie par la ligne de chemin de fer Sighetu Marmației-Salva.

## Histoire
La première mention écrite du village date de 1365.
La commune a fait partie du Comitat de Maramures dans le Royaume de Hongrie jusqu'en 1920, au Traité de Trianon où elle fut attribuée à la Roumanie avec toute la Transylvanie.

## Religions
En 2002, la composition religieuse de la commune était la suivante :
- Chrétiens orthodoxes, 86,95 % ;
- Adventistes du septième jour, 7,28 % ;
- Catholiques grecs, 3,69 % ;
- Pentecôtistes, 1,13 %.

## Démographie
En 1910, le village comptait 3 247 Roumains (84,3 % de la population), 39 Hongrois (1 %) et 564 Allemands (14,6 %).
En 1930, les autorités recensaient 4 187 Roumains (87 %), 55 Roms (1,1 %) ainsi qu'une importante communauté juive de 600 personnes (12,5 %) qui fut exterminée par les Nazis durant la Seconde Guerre mondiale.
En 2002, le village comptait 5 197 Roumains (98,4 %) et 75 Roms (1,4 %).
| 1880  | 1900  | 1910  | 1930  | 1956  | 1977  | 1992  | 2002  | 2007  |
| ----- | ----- | ----- | ----- | ----- | ----- | ----- | ----- | ----- |
| 2 568 | 3 501 | 3 852 | 4 814 | 5 231 | 5 661 | 5 731 | 5 282 | 5 509 |

Lors du recensement de 2011, 94,99 % de la population se déclarent roumains et 1,07 % comme roms (3,85 % ne déclarent pas d'appartenance ethnique et 0,08 % déclarent appartenir à une autre ethnie).

## Politique
| Parti | Parti                                                 | Sièges |
| ----- | ----------------------------------------------------- | ------ |
|       | Parti social-démocrate (PSD)                          | 4      |
|       | Parti national libéral (PNL)                          | 7      |
|       | Indépendants                                          | 3      |
|       | Union nationale pour le progrès de la Roumanie (UNPR) | 1      |

## Économie
La commune dispose de 3 820 ha de terres agricoles et 1 551 ha de forêts. L'élevage est une des activités principales avec l'exploitation de la forêt.